# Mama's Jasje
Mama's Jasje is een Vlaamse popgroep met een Nederlandstalig repertoire. De groep werd in 1989 opgericht rond Peter Vanlaet. Met meer dan 1,4 miljoen verkochte platen staan ze in de top 100 van best verkochte Belgische artiesten.

## Biografie
Het succesverhaal van Mama’s Jasje begint in 1990 met de grote hit Zo ver weg. De single bereikt de top van de Vlaamse hitparades en wordt platina. Ook het album Paradijs op aarde bereikt deze status. De tweede single Doe het licht maar uit wordt eveneens een hit.
Het tweede album Letters en lawaai uit 1992 behaalt goud en levert de groep opnieuw een aantal hitsingles op, waaronder Teken van leven en Zonder verhaal. Mama’s Jasje toert in Vlaanderen met Clouseau en The Scabs in de Marlboro Tour.
In 1995 halen de singles Wunderbar en Madeleine de Ultratop 50. Twee jaar later komt een volgend groot succes. De single Als de dag van toen stond 26 weken in de Ultratop 50 en de opvolger Laat me alleen stond 14 weken in deze hitparade. Het album Hommages stond 44 weken in de hitparade en haalde de nummer 1 notering. De band won dat jaar twee ZAMU Awards. Ze traden dat jaar onder meer op op Marktrock en in een uitverkochte Ancienne Belgique. Ze waren rond die periode ook veel te zien in Tien om te Zien, het toenmalige muziekprogramma van VTM. De band bleef regelmatig de hitparade halen. In 2002 verliet Van Campenhout tijdelijk de groep en werd vervangen door Peters broer Jan.
In 2003 stond de single Het is over achttien weken in de hitparade met een zesde plaats als hoogste notering. Na vijf jaar afwezigheid keerde Gunter Van Campenhout terug. Het album Hommages III (met de single Laat je hart slaan) stond twintig weken in de charts. In 2008 maakte de band een Hommages-Tour en een jaar later verscheen de single Regenboog 2009 in de hitparade. Naar aanleiding van het 20-jarig bestaan van de groep verscheen in mei 2009 een nieuwe cd met de titel Morgen zal het anders zijn.
In juli 2009 werd aangekondigd dat de band van naam zou veranderen, maar later werd aangekondigd dat het een promotiestunt was van de nieuwe digitale radiozender Anne.
Nadat Gunter Van Campenhout wederom de groep verliet werd acteur en zanger Jan Schepens in 2011 lid van de groep. In 2012 verliet ook hij de groep.
Ruim negen jaar na het vorige studioalbum verscheen in 2018 het album Nieuwe jas. In 2020 volgde het verzamelalbum 30 jaar Mama's jasje - De jaren van verstand, dat in oktober van dat jaar met goud werd bekroond. In het najaar van 2021 bracht Mama's Jasje het album Spiegel uit.

## Discografie

### Albums
| Album met hitnotering(en) in de Vlaamse Ultratop 200 albums | Datum van verschijnen | Datum van binnenkomst | Hoogste positie | Aantal weken | Opmerkingen |
| ----------------------------------------------------------- | --------------------- | --------------------- | --------------- | ------------ | ----------- |
| Paradijs op aarde                                           | 1991                  | -                     |                 |              |             |
| Letters en lawaai                                           | 1992                  | -                     |                 |              |             |
| Testament van een jaargetijde                               | 1993                  | -                     |                 |              |             |
| De hits                                                     | 1995                  | 20-05-1995            | 50              | 2            |             |
| Hommages                                                    | 1997                  | 27-09-1997            | 1               | 44           |             |
| Hommages II                                                 | 1998                  | 14-11-1998            | 2               | 33           |             |
| Popmodel                                                    | 2000                  | 15-04-2000            | 12              | 7            |             |
| Als de dag van toen - Het beste van                         | 2002                  | 26-10-2002            | 2               | 27           | Goud        |
| Zwart op wit                                                | 2003                  | 29-11-2003            | 33              | 14           |             |
| Hommages III                                                | 11-05-2007            | 19-05-2007            | 12              | 20           |             |
| Morgen zal het anders zijn                                  | 29-05-2009            | 06-06-2009            | 25              | 14           |             |
| Nieuwe jas                                                  | 16-11-2018            | 24-11-2018            | 53              | 8            |             |
| 30 jaar Mama's jasje - De jaren van verstand                | 22-05-2020            | 20-06-2020            | 2               | 61           | Goud        |
| Spiegel                                                     | 24-09-2021            | 02-10-2021            | 4               | 14           |             |
| Het beste moet nog komen                                    | 21-04-2023            | 29-04-2023            | 17              | 1*           |             |

| Album met eventuele hitnotering(en) in de Nederlandse Album Top 100 | Datum van verschijnen | Datum van binnenkomst | Hoogste positie | Aantal weken | Opmerkingen |
| ------------------------------------------------------------------- | --------------------- | --------------------- | --------------- | ------------ | ----------- |
| Hommages                                                            | 1997                  | 11-10-1997            | 74              | 2            |             |

### Singles
| Single met hitnotering(en) in de Vlaamse Ultratop 50 | Datum van verschijnen | Datum van binnenkomst | Hoogste positie | Aantal weken | Opmerkingen                                     |
| ---------------------------------------------------- | --------------------- | --------------------- | --------------- | ------------ | ----------------------------------------------- |
| Zo ver weg                                           | 1991                  | 16-11-1991            | 2               | 15           | Nr. 1 in de Vlaamse Top 10                      |
| Doe het licht maar uit                               | 1992                  | 29-02-1992            | 11              | 8            | Nr. 3 in de Vlaamse Top 10                      |
| Zonder verhaal                                       | 1992                  | 29-08-1992            | 11              | 13           | Nr. 1 in de Vlaamse Top 10                      |
| Teken van leven                                      | 1992                  | 05-12-1992            | 25              | 7            | Nr. 2 in de Vlaamse Top 10                      |
| Regenboog                                            | 1993                  | 13-03-1993            | 44              | 3            | Nr. 6 in de Vlaamse Top 10                      |
| Alleen liefde                                        | 1993                  | 25-12-1993            | 50              | 1            | Nr. 6 in de Vlaamse Top 10                      |
| Onzen bok is dood                                    | 1994                  | 31-12-1994            | 20              | 11           | Nr. 4 in de Vlaamse Top 10                      |
| Wunderbar                                            | 1995                  | 01-04-1995            | 11              | 11           | Nr. 2 in de Vlaamse Top 10                      |
| Madeleine                                            | 1995                  | 02-09-1995            | 46              | 1            | Nr. 10 in de Vlaamse Top 10                     |
| Als de dag van toen                                  | 1997                  | 07-06-1997            | 2               | 26           | Nr. 1 in de Vlaamse Top 10                      |
| Laat me alleen                                       | 1997                  | 25-10-1997            | 3               | 14           | Nr. 1 in de Vlaamse Top 10                      |
| Één nacht alleen                                     | 1998                  | 07-02-1998            | 20              | 9            | Nr. 1 in de Vlaamse Top 10                      |
| Gelukkig zijn                                        | 1998                  | 15-08-1998            | 25              | 10           | Nr. 3 in de Vlaamse Top 10                      |
| Terug naar de kust                                   | 1998                  | 14-11-1998            | 46              | 1            | Nr. 4 in de Vlaamse Top 10                      |
| Ik mis haar zo                                       | 1999                  | 06-02-1999            | 33              | 9            | Nr. 4 in de Vlaamse Top 10                      |
| Adem mijn adem                                       | 1999                  | 24-04-1999            | tip11           | -            | Nr. 5 in de Vlaamse Top 10                      |
| Wie ben jij?                                         | 2000                  | 08-04-2000            | 45              | 3            | Nr. 3 in de Vlaamse Top 10                      |
| Reis door niemandsland                               | 2000                  | 27-05-2000            | tip16           | -            | Nr. 10 in de Vlaamse Top 10                     |
| Ik mis je zo                                         | 2002                  | 31-08-2002            | 32              | 8            | Nr. 4 in de Vlaamse Top 10                      |
| Het tij zal keren                                    | 2002                  | 08-02-2003            | 46              | 3            | Titelsong Wittekerke Nr. 1 in de Vlaamse Top 10 |
| Het is over                                          | 2003                  | 26-07-2003            | 6               | 18           | Nr. 3 in de Vlaamse Top 10                      |
| Voor jou alleen                                      | 2003                  | 08-11-2003            | tip4            | -            |                                                 |
| De illusie                                           | 2004                  | 07-02-2004            | tip9            | -            |                                                 |
| Verloren zaak                                        | 2004                  | 24-04-2004            | tip11           | -            | Nr. 5 in de Vlaamse Top 10                      |
| Zwart op wit                                         | 2003                  | 31-07-2004            | tip14           | -            |                                                 |
| Beestjes                                             | 2005                  | 09-07-2005            | 49              | 2            | Nr. 7 in de Vlaamse Top 10                      |
| Niets zonder jou                                     | 2007                  | 07-04-2007            | tip21           | -            | met Voice Male Nr. 5 in de Vlaamse Top 10       |
| Laat je hart slaan                                   | 2007                  | 28-07-2007            | 47              | 1            |                                                 |
| Regenboog 2009                                       | 2009                  | 30-05-2009            | 40              | 2            | Nr. 1 in de Vlaamse Top 10                      |
| Wij zijn op weg naar een toekomst                    | 2010                  | 15-05-2010            | tip14           | -            | Nr. 3 in de Vlaamse Top 10                      |
| Valt het op                                          | 2017                  | 08-07-2017            | tip30           | -            | Nr. 20 in de Vlaamse Top 50                     |
| Ik wil je                                            | 2018                  | 27-10-2018            | tip             | -            |                                                 |
| Alles wat ik wensen kon                              | 2018                  | 17-11-2018            | tip2            | -            | Nr. 6 in de Vlaamse Top 50                      |
| De jacht is mooier dan de vangst                     | 2019                  | 13-04-2019            | tip33           | -            | Nr. 13 in de Vlaamse Top 50                     |
| Drie seconden                                        | 2019                  | 28-12-2019            | tip             | -            | Nr. 43 in de Vlaamse Top 50                     |
| Joséphine                                            | 2020                  | 11-07-2020            | tip4            | -            | Nr. 10 in de Vlaamse Top 50                     |
| Bijna voorbij                                        | 2020                  | 07-11-2020            | tip             | -            | Nr. 39 in de Vlaamse Top 50                     |
| Waanzin                                              | 2020                  | 27-11-2020            | tip2            | -            | Nr. 6 in de Vlaamse Top 50                      |
| Mag ik dan bij jou                                   | 2021                  | 06-02-2021            | tip36           | -            | Nr. 20 in de Vlaamse Top 50                     |
| Domino                                               | 2021                  | 27-03-2021            | tip             | -            |                                                 |

| Single met eventuele hitnotering(en) in de Nederlandse Top 40 | Datum van verschijnen | Datum van binnenkomst | Hoogste positie | Aantal weken | Opmerkingen                      |
| ------------------------------------------------------------- | --------------------- | --------------------- | --------------- | ------------ | -------------------------------- |
| Zo ver weg                                                    | 1991                  | 22-02-1992            | tip15           | -            | Nr. 56 in de Nationale Hitparade |
| Als de dag van toen                                           | 1997                  | 16-08-1997            | tip10           | -            | Nr. 80 in de Mega Top 100        |
| Kalverliefde                                                  | 1997                  | -                     | -               | -            | Nr. 81 in de Mega Top 100        |

### Overige singles
- Ik kan het niet meer aan (1990)
- Morgen zal het anders zijn (1990)
- God in Frankrijk (1991)
- Land van 1000 dromen (1993)
- Kon dit nu maar blijven (1994)
- Gordellied (1999)
- Als God geen vrouw is (2000)
- Niets voor niets (2002)
- Bondgenoot (2004, met Guus Meeuwis)
- Toeval (2006)
- Zet een kaars voor je raam (2011)
- Bye bye love (2011, met Will Tura)
- Lief (2021, Nr. 16 in de Vlaamse Top 50)
- Een boek voor jou (2021, Nr. 14 in de Vlaamse Top 30)
- Spiegel (2022, Nr. 27 in de Vlaamse Top 30)
- Nanana (2022, Nr. 18 in de Vlaamse Top 30)
- Meer moet dat niet zijn (2022, Nr. 8 in de Vlaamse Top 30)